# Katghora
Katghora ist eine Stadt im indischen Bundesstaat Chhattisgarh.
Die Stadt ist Teil des Distrikts Korba. Katghora hat den Status eines Municipal Council. Die Stadt ist in 15 Wards gegliedert. Sie hatte am Stichtag der Volkszählung 2011 22.690 Einwohner, von denen 11.489 Männer und 11.201 Frauen waren. Die Alphabetisierungsrate lag 2011 bei 81,7 % und damit über dem nationalen Durchschnitt. Hindus bilden mit einem Anteil von ca. 87 % die Mehrheit der Bevölkerung in der Stadt. Muslime bilden mit einem Anteil von ca. 10 % eine Minderheit.